# Просениково
Просениково (мкд. Просениково) је насеље у Северној Македонији, у југоисточном делу државе. Просениково је насеље у оквиру општине Струмица.

## Географија
Просениково је смештено у југоисточном делу Северне Македоније. Од најближег града, Струмице, насеље је удаљено 5 km североисточно.
Насеље Просениково се налази у историјској области Струмица. Насеље је положено у западном делу Струмичког поља. Сеоски атар је равничарски и цео под ратарским културама. Надморска висина насеља је приближно 220 метара. 
Месна клима је блажи облик континенталне због близине Егејског мора (жарка лета).

## Становништво
Просениково је према последњем попису из 2002. године имало 1.550 становника.
Већинско становништво у насељу су етнички Македонци (99%), а остало су Срби.
Претежна вероисповест месног становништва је православље.